# Bad Reichenhaller Philharmoniker

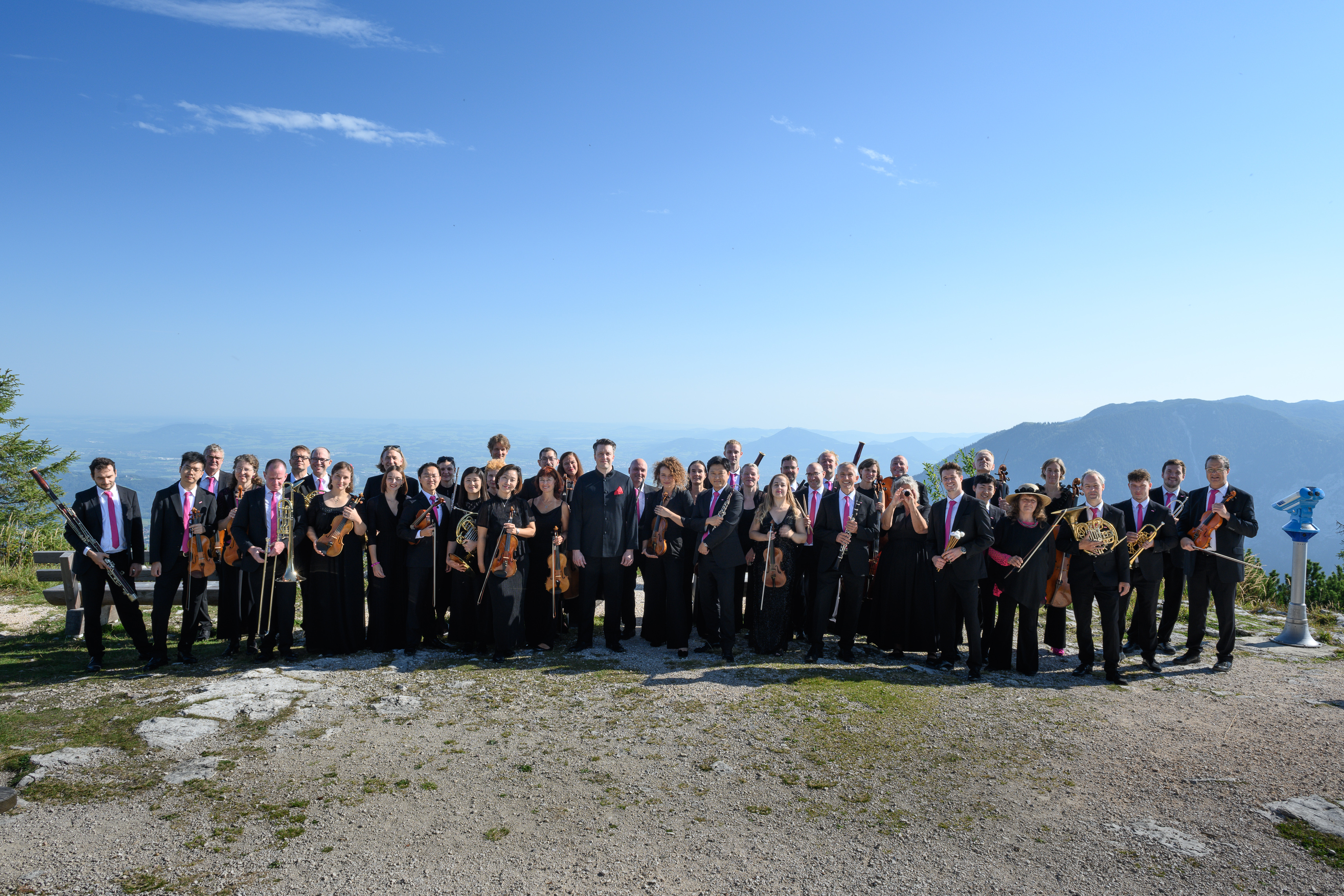
Bad Reichenhaller Philharmoniker

Die Bad Reichenhaller Philharmoniker sind ein symphonisches Berufsorchester mit Sitz in Bad Reichenhall und wurden 1868 gegründet.

## Geschichte

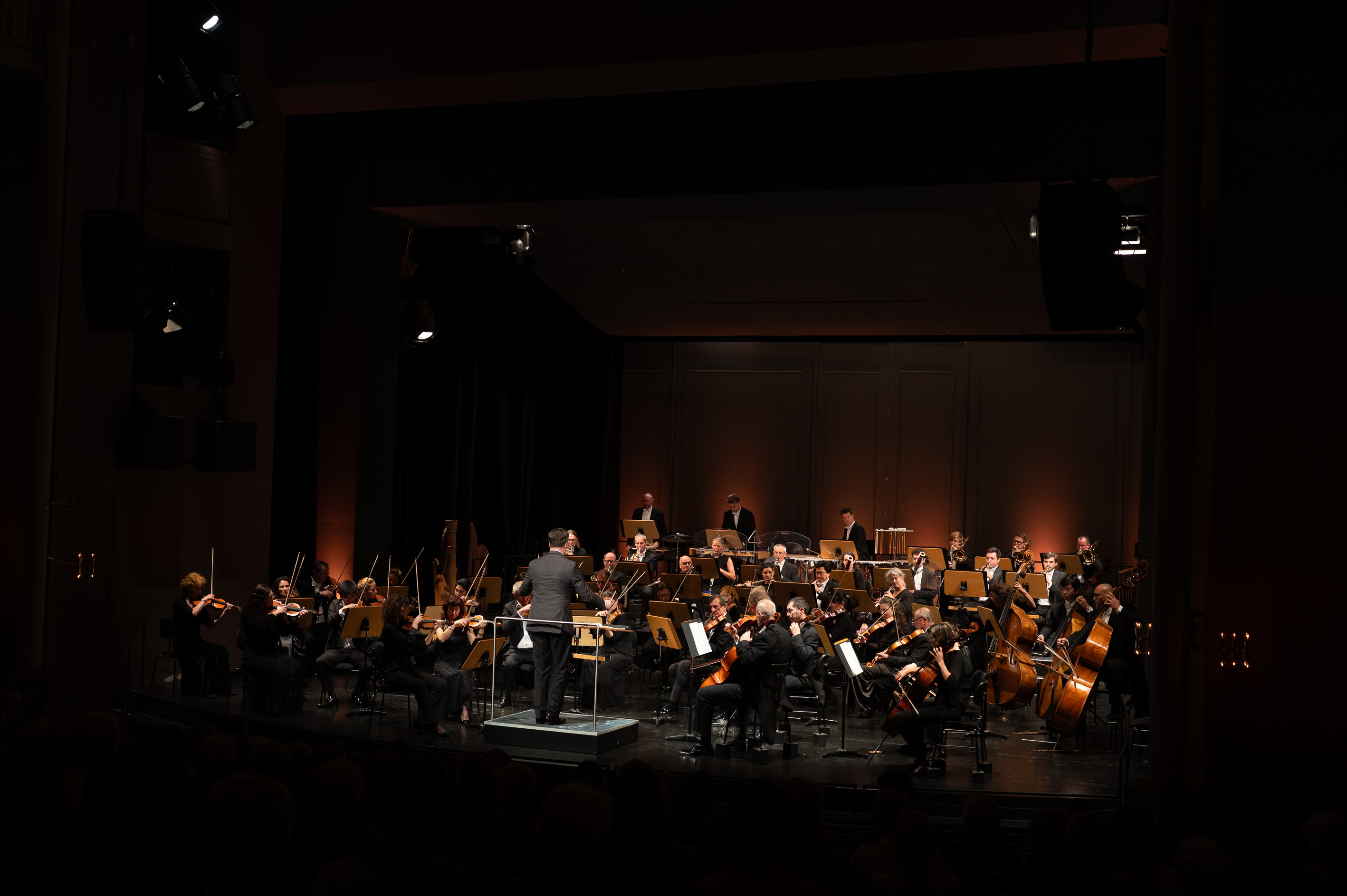
Bad Reichenhaller Philharmoniker im Konzert

Die Geschichte der Kurmusik in Bad Reichenhall reicht bis 1858 zurück, als erstmals eine „Bademusik“ erwähnt wird, die der Stadtthürmermeister Konrad Landrichinger leitete. 1867 nahm das Badekomitee der Stadt mit dem Königlich-Preußischen Musikdirektor Josef Gung’l, der zu diesem Zeitpunkt in München tätig war, die Verbindung auf. Der aufstrebende Kurort wollte eine adäquat gestaltete Kurmusik für seine Gäste. Der erste Kurmusikvertrag mit Josef Gung'l trägt das Datum 6. Februar 1868. Da Gung’l unmittelbar danach mit der Gründung eines großen Orchesters beauftragt wurde, wird dieses Datum als das Gründungsdatum der Philharmoniker angesehen.
Dieses erste Reichenhaller Orchester war so erfolgreich, dass es nach kurzer Zeit von 18 auf 21 Musiker erweitert wurde. Von 1870 bis 1879 leitete der Königlich-Bayerische Musikdirektor und Militärkapellmeister Karl Hünn das Orchester. Zwar spielte das Ensemble kurzzeitig mit 27 Musikern, doch wurde es aus finanziellen Gründen wieder verkleinert. 1879 bis 1921 war der Großherzoglich-Mecklenburgische Kammermusiker Gustav Paepke Leiter des Orchesters. Er konnte das Orchester bis auf die heutige Größe von 40 Musikern erweitern, so dass es neben der gehobenen Unterhaltungsmusik auch symphonische Orchesterliteratur spielen konnte. 1905 erreichte er sogar eine Vergrößerung auf 44 Musiker. In seine Amtszeit fielen der Bau des Königlichen Kurhauses und der Wandelhalle (heute „Konzertrotunde“) als Spielstätten für das Orchester.
Nach dem Zweiten Weltkrieg prägte vor allem Wilhelm Barth das Orchester, das er 1947–1957 und 1962–1984 leitete. Seine Nachfolger als Künstlerische Leiter und Chefdirigenten waren Christian Simonis (1985–1990), in dessen Amtszeit die Einweihung des Bad Reichenhaller Theaters fiel, und Klaus-Dieter Demmler (1990–2003).
Die Auflösung der Staatlichen Kurverwaltung und die Gründung der „Kur-GmbH Bad Reichenhall/Bayerisch Gmain“ im Jahr 1997 erforderte neue Formen der Zusammenarbeit. Die Vorstände und die Geschäftsführung des Trägervereins begründeten dabei eine neue Identität des ehemaligen Kurorchesters als Philharmonie und definierten dafür Ziele, Ausrichtungen und wirtschaftliche Prozesse sowie die Finanzierung. Von 2003 bis 2012 wirkte Thomas J. Mandl als Chefdirigent und künstlerischer Leiter. Er sorgte für die Einbettung konzertanter Opern und Operetten auch in philharmonische Musiktage. Während dieser Zeit wurde 2007 eine hauptamtliche Intendanz gebildet, erster Intendant wurde Stefan Hüfner.
Seit 2018, dem Jahr des 150-jährigen Bestehens, lautet die Orchesterbezeichnung statt Bad Reichenhaller Philharmonie nun Bad Reichenhaller Philharmoniker. Petra Spitzauer ist seit 1. April 2024 geschäftsführende Intendantin des Profiorchesters.

## Aufgaben

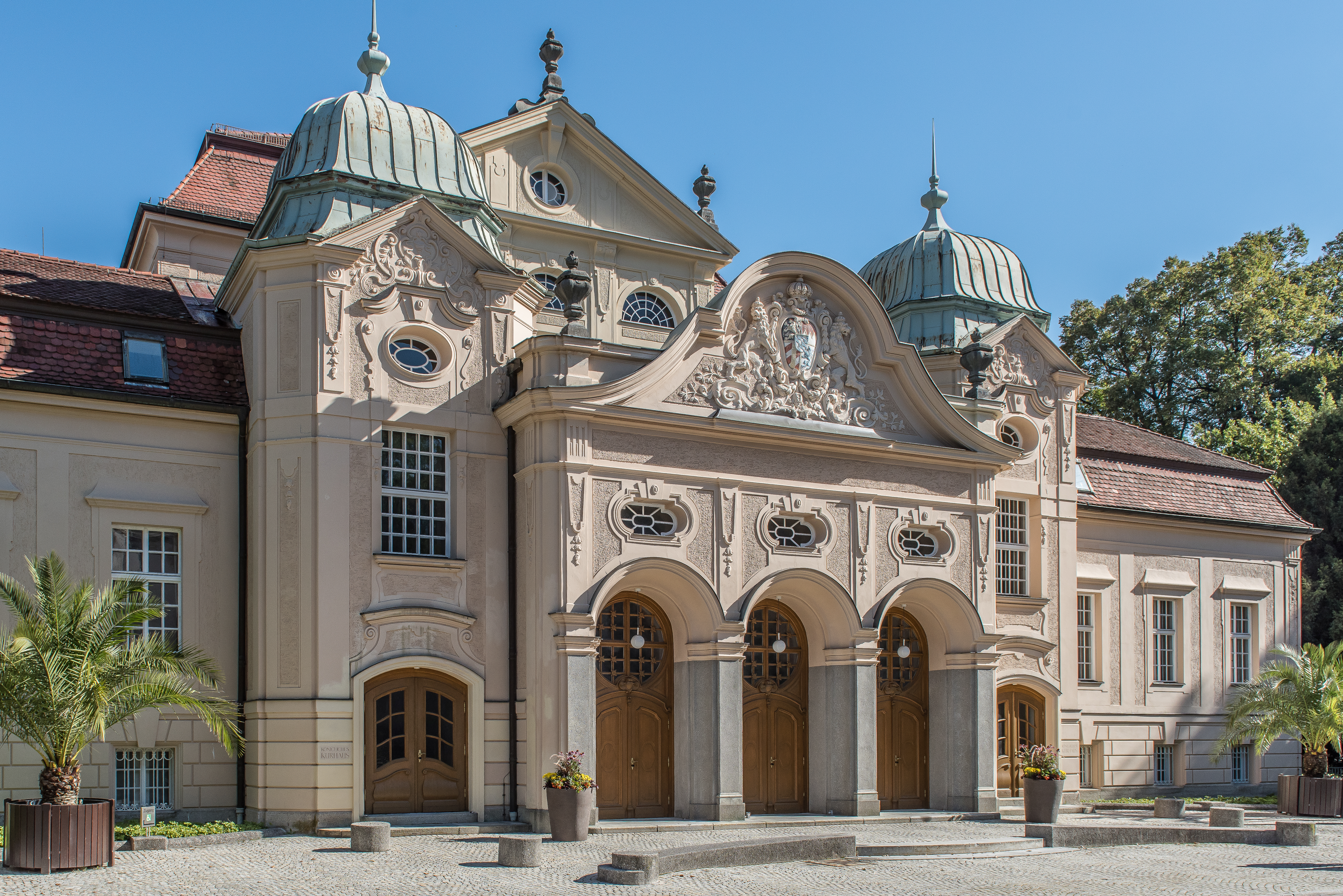
Königliches Kurhaus

Außerhalb Münchens sind die Bad Reichenhaller Philharmoniker heute das einzige symphonische Berufsorchester Oberbayerns. Als Orchester der Region erfüllt es einen staatlichen Kultur- und Bildungsauftrag und versorgt Südostbayern mit eigener klassischer Orchesterkultur. Fast tägliche Kurkonzerte, Sinfonie- und Wunschkonzerte, Musikfestivals wie die Mozart-Tage und Abonnementkonzerte in gleich drei Spielstätten zeigen die Vielseitigkeit der Philharmoniker. 
Besondere Bedeutung haben die vielfältigen Konzertangebote für Kinder und Jugendliche. Neben Familienkonzerten veranstalten die Bad Reichenhaller Philharmoniker zahlreiche Schülerkonzerte für Schul- und Kindergartenklassen der Region. Die Kammermusikreihe „Rising Stars“ fördert zudem junge Musizierende des Pre College des Mozarteum. Seit 1999 begleitet das Orchester außerdem das Preisträgerkonzert „Bestnoten hören“ des Bezirk Oberbayern für herausragende Nachwuchsmusiker.
Darüber hinaus leistet das Orchester mit seinen Sonderkurkonzerten unter dem Slogan „Musik tut gut“ einen Beitrag zur touristischen Positionierung des Staatsbads und des Landkreises Berchtesgadener Land.
Als Höhepunkt gibt es jeden Sommer ein klassisches Open-Air-Sommernachtskonzert mit Feuerwerk am Thumsee unter dem Titel „Thumsee brennt“.

## Finanzierung
Getragen werden die Bad Reichenhaller Philharmoniker von dem gemeinnützigen Verein Bad Reichenhaller Philharmonie e. V. Das Orchester wird neben den Einnahmen aus der Konzerttätigkeit durch Mittel vor allem des Freistaates Bayern sowie durch des Landkreises Berchtesgadener Land und der Stadt Bad Reichenhall finanziert.

## Chefdirigenten
- 1868–1869: Josef Gung’l
- 1870–1878: Carl Hünn
- 1879–1921: Gustav Paepke
- 1922–1923: Julius Mauerer
- 1924: Fritz Peters
- 1925–1943: Florenz Werner
- 1943–1944: Ernst Schmeißer
- 1945–1947: Hans Resch
- 1947–1957: Wilhelm Barth
- 1958–1960: Rudolf Erb
- 1960–1962: Günther Eichhorn
- 1962–1984: Wilhelm Barth
- 1985–1990: Christian Simonis
- 1990–2003: Klaus-Dieter Demmler
- 2003–2011: Thomas J. Mandl
- 2011–2015: Christoph Adt

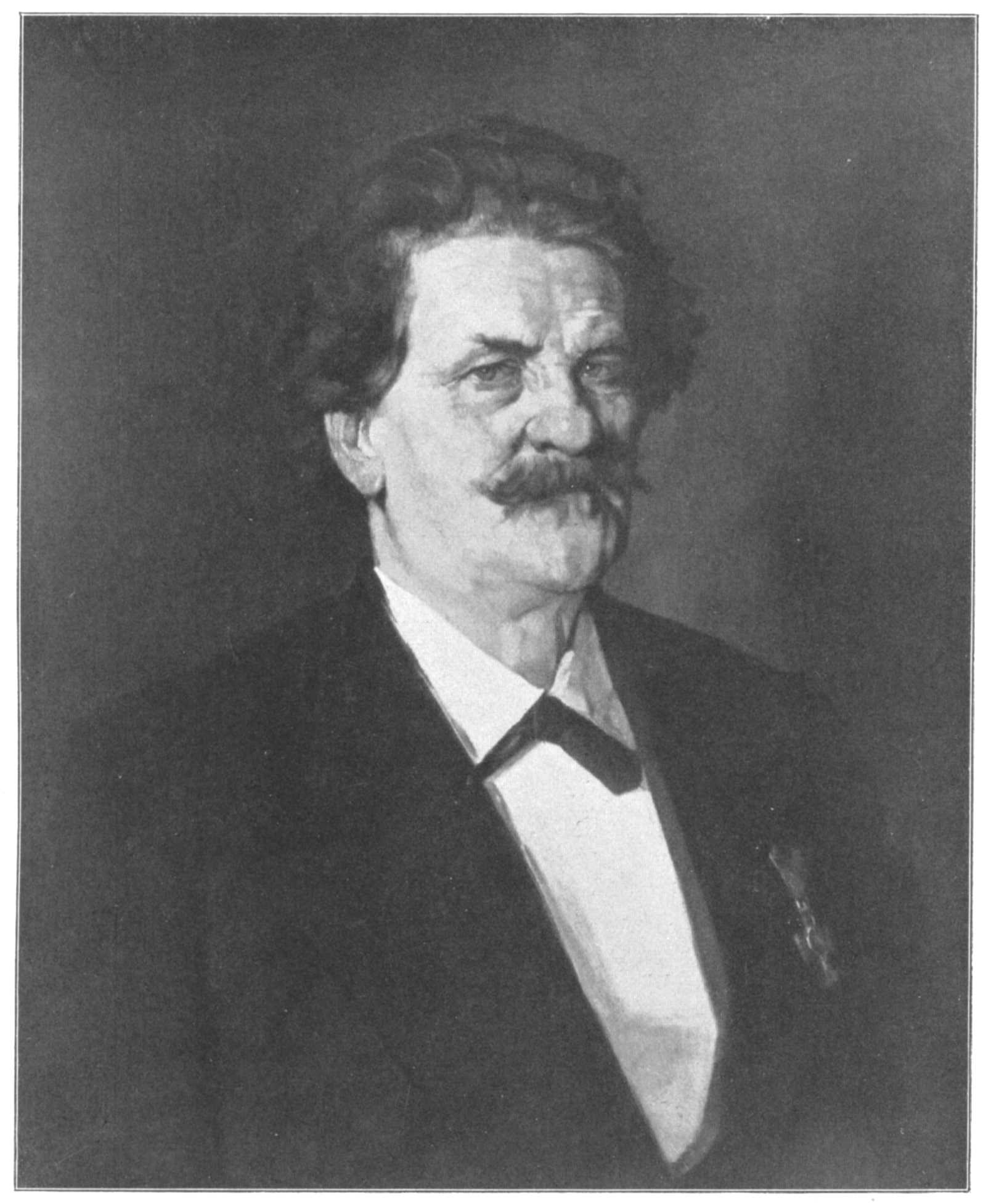
Der erste Chefdirigent der Philharmonie Josef Gungl, Gemälde von Wilhelm Trübner

- 2015–2020: Generalmusikdirektor Christian Simonis
- Seit 2020: Generalmusikdirektor Daniel Spaw (Chefdirigent und Künstlerischer Leiter)[7]

## Sonstige bekannte Musiker des Orchesters
Otto Seele wirkte vor 1895 als Schlagwerker bei der Philharmonie. Der gebürtige Bad Reichenhaller Andreas Puhani war als Gastdirigent beim Orchester tätig. 2009 gab Mauro Peter sein Debüt als Tenor bei der Bad Reichenhaller Philharmonie als Ferrando in Così fan tutte, 2010 gab er mit ihr auch den Don Ottavio und 2011 den Tamino. Die griechische Koloratursopranistin Danae Kontora hatte ein Engagement beim Orchester. Johannes X. Schachtner erhielt von der Bad Reichenhaller Philharmonie 2011 den Preis „Artist in Residence“. Das Orchester arbeitete auch mit dem Universitätschor Halle zusammen.
Seit 2022 küren die Bad Reichenhaller Philharmoniker jährlich einen „Artist in Residence“. Der Künstler spielt innerhalb des Jahres mehrere Konzerte, die eine tiefgängige Zusammenarbeit zwischen Künstler und Orchester ermöglichen. Bisherige Artists in Residence waren:
- Charlotte Thiele (2022/23)
- Joseph Moog (2024)
- Pascal Deuber (2025)

## Spielstätten

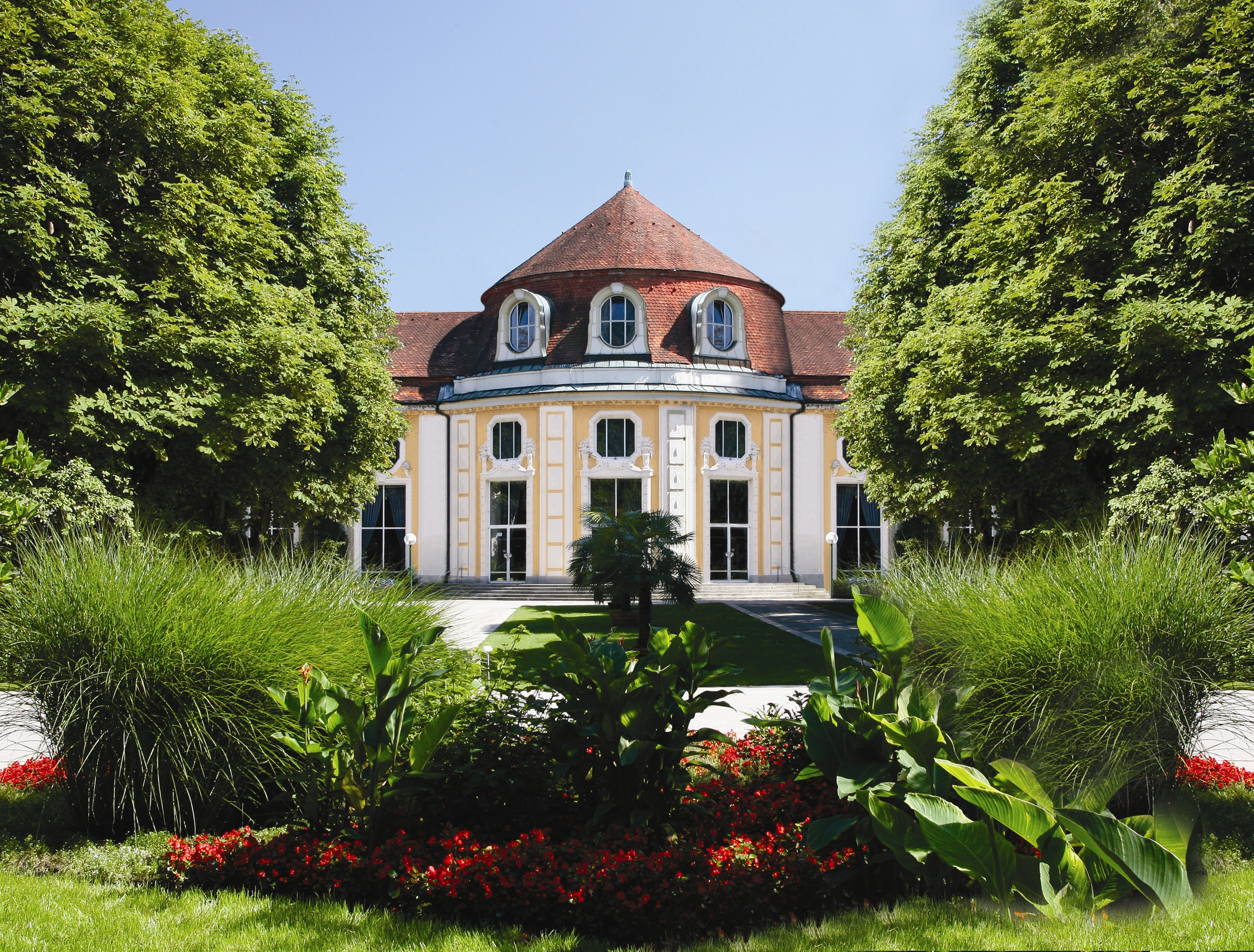
Konzertrotunde

Die Bad Reichenhaller Philharmonie gastiert regelmäßig in drei örtlichen Spielstätten: Konzertrotunde, Königlichen Kurhaus und Kurgastzentrum.
Die Konzertrotunde (früher „Wandelhalle“) ist die Spielstätte für die Kurkonzerte und die öffentlichen Proben. Im Königlichen Kurhaus – Saal Maximilian – (früher Altes Kurhaus) finden die Festivals wie die Mozart-Tage und das Gesangsfestival La Voce statt. Das Theater im Kurgastzentrum ist der größte Saal mit der großzügigsten Bühne – hier ist Platz für die sinfonischen Konzerte (Abokonzerte) und besonders große Aufführungen.